# 흰눈썹황금새
흰눈썹황금새는 참새목 솔딱새과의 한 종으로 한국에서는 여름철새이다. 수컷의 생김새는 이름처럼 눈썹이 뚜렷하게 흰색을 띠며, 배는 황금같이 노란색을 띤다. 머리와 날개는 검은색인데, 날개에 흰색 부분이 있다. 암컷은 흰 눈썹선도 없고, 배는 대체로 흰색을 띠며, 몸 위는 대체로 갈색을 띤다. 암컷 역시 날개에 흰 부분이 있다.
몸길이는 약 11cm이다. 삼림·정원 등지에 서식하며 유충이나 벌 따위의 먹이를 먹는다. 히말라야산맥의 북부지방에 주로 분포하며, 우리나라와 중국에도 분포한다. 우리나라에서는 여름에 볼 수 있다.